# Intercalação (química)

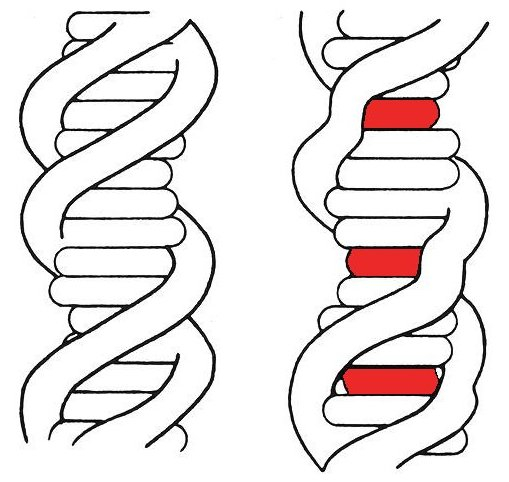
A intercalação induz distorções estruturais. Esquerda: cadeia de ADN não modificada. Direita: Cadeia de ADN intercalada em três regiões (áreas a vermelho).

Em química, a intercalação é a inclusão reversível de uma molécula (ou grupo) entre duas outras moléculas (ou grupos). Exemplos incluem a intercalação de ADN e em compostos de intercalação de grafite.